# Vijfde Fitna
De Vijfde Fitna (865-866) was een onderdeel van de Anarchie in Samarra (861-870), een troonstrijd onder Abassiden kaliefen, na de moord op kalief Al-Moetawakkil in 861.

## Stamboom en geografie

Stamboom

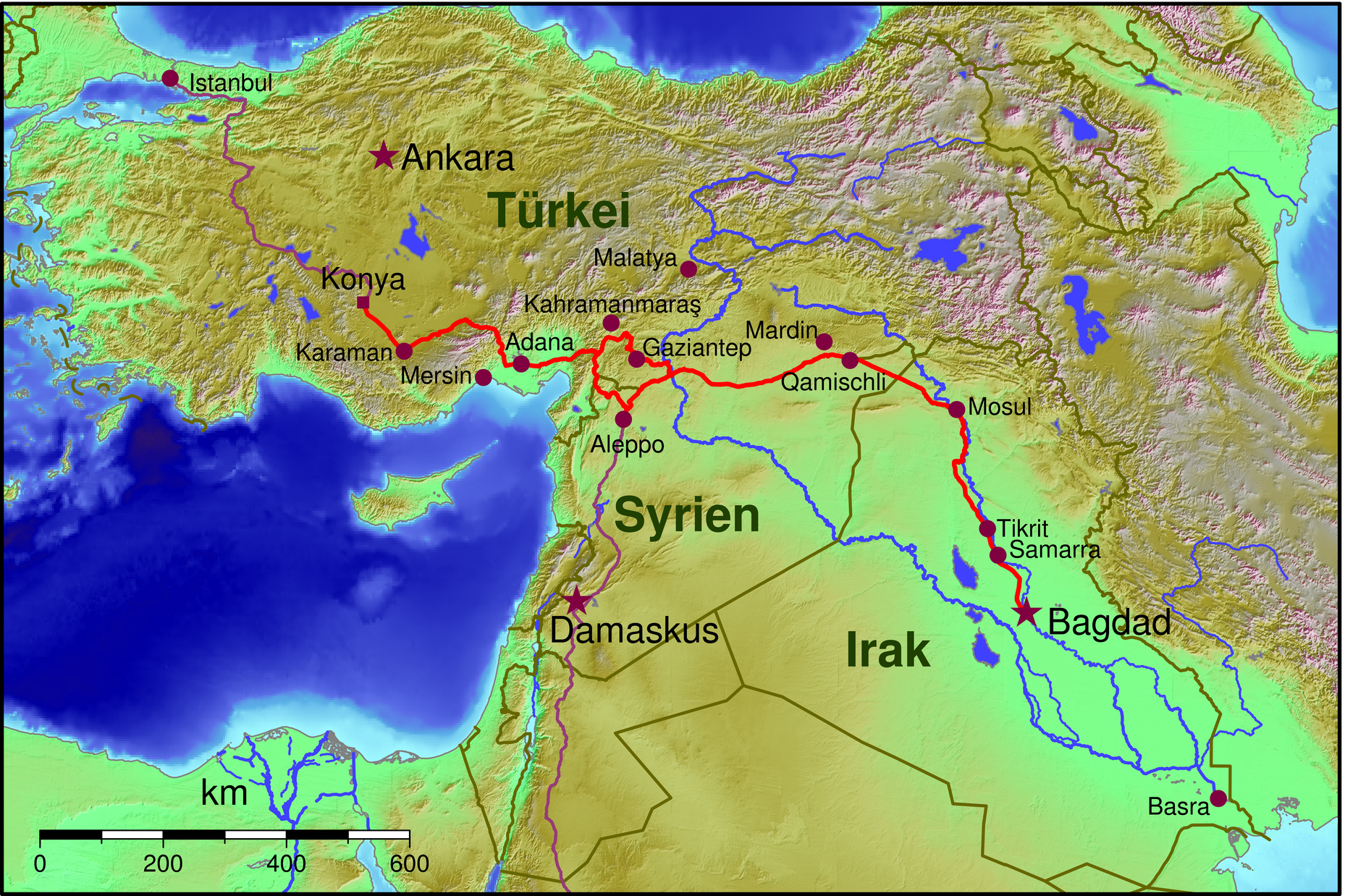
Samarra en Bagdad

## Achtergrond
De vader van kalief Al-Moetawakkil, Al-Mu'tasim had de hoofdstad van het rijk verplaatst van Bagdad naar Samarra in 839, nadat er een complot tegen hem was gesmeed. Hij gaf zijn vertrouwen nu volledige aan Turkse militairen, de ghilman. Met steun van die militairen liet Al-Muntasir zijn vader vermoorden, omdat die zijn voorkeur had laten blijken voor zijn tweede zoon Al-Mu'tazz. Kort na zijn aantreden kon Al-Muntasir zijn handlangers niet vergoeden en werd hij uit de weggeruimd. De militaire leiders kozen zijn neef Al-Musta'in tot nieuwe kalief. De aanhangers van Al-Mu'tazz kwamen in opstand en er brak een echte fitna uit. In 865 vluchtte Al-Musta'in terug naar Bagdad, waar hij steun kreeg van de Tahiriden. Wat volgde was een uitputtingsoorlog, hongersnood brak uit, de bevolking was het grootste slachtoffer en eiste wapenstilstand.

## Resultaat
In 866 trad Al-Musta'in af, Al-Mu'tazz werd de nieuwe kalief. Later dat jaar werd Al-Musta'in geëxecuteerd, ook al die een dreiging vormde werd geëlimineerd. Opnieuw kwam de kalief in de problemen met de militairen in verband met hun soldij. In 869 werd Al-Mu'tazz opzijgeschoven, de legerleiding koos nu voor de broer van Al-Musta'in, Al-Muhtadi, die eenmaal aan de macht, de invloed van het leger wilde inperken. Na een jaar werd hij afgezet en geëxecuteerd. De man die het leger in de hand kon houden was een andere broer van Al-Mu'tazz, generaal Al-Muwaffaq. Hij slaagde erin de rust te doen weerkeren en zette zijn jongere broer Al-Mu'tamid op de troon.